# SMS G 133
G 133 – niemiecki niszczyciel z okresu I wojny światowej. Druga jednostka typu G 132. Po wojnie pozostał w aktywnej służbie. 28 maja 1921 roku sprzedany do stoczni złomowej.